# Ruda vera
La ruda vera, ruda, herba de les bruixes o herba de bruixa (Ruta graveolens) és una planta de la família Rutaceae. Tot i ser molt coneguda pels seus usos medicinals (hi ha una dita catalana: «Qui té ruda, Déu l'ajuda»), és en realitat una planta fortament tòxica, segons els usos i dosis.

## Etimologia
Ruta és el nom del gènere, mentre que graveolens indica una característica de la planta, esmentant l'olor forta i desagradable que desprèn.

## Ecologia
El seu origen és Europa meridional i actualment és expandida per zones càlides de l'hemisferi nord. La seva distribució en el Principat dels Països Catalans és en zones muntanyoses. El seu hàbitat es troba en terres seques, àrides i mediterrànies, a prop de parets, ja que a vegades és cultivada com a planta de jardineria a prop d'habitatges.

## Descripció
Aquesta planta pertany als nanofaneròcits, ja que té les gemmes persistents situades a menys de 2 m d'altura.
Petit arbust llenyós, aromàtic i perenne que pot mesurar fins a 150 cm d'altura. Té una tija erecte, cilíndrica i parcialment ramificada, envoltada per una escorça rugosa, pot arribar a una alçada entre 60 i 80 cm. En les seves ramificacions distals és llis i verd.
Les seves fulles són cintiformes, trifoliades i compostes formades per un nombre parell de folíols i un de solitari a la punta. Cadascun és format per diversos segments de laterals allargats i zones terminals ovalades de color blanquinós. Són carnoses i peciolades, sense estípules i amb pilositat, de color verd-i-grogues. Tenen un sabor una mica picant que es contrasta amb la seva aroma, ja que contenen unes glàndules que li proporcionen aquest olor desagradable.
És una planta de flors hermafrodites, petites i de color groc amb quatre pètals i pilositat que es troba en els corimbes terminals de la planta. El seu fruit és la baia i es troba dins d'una càpsula amb 4 o 5 lòbuls rodons que quan maduren són plens de llavors petites, negres i reniformes.

## Òrgans reproductors

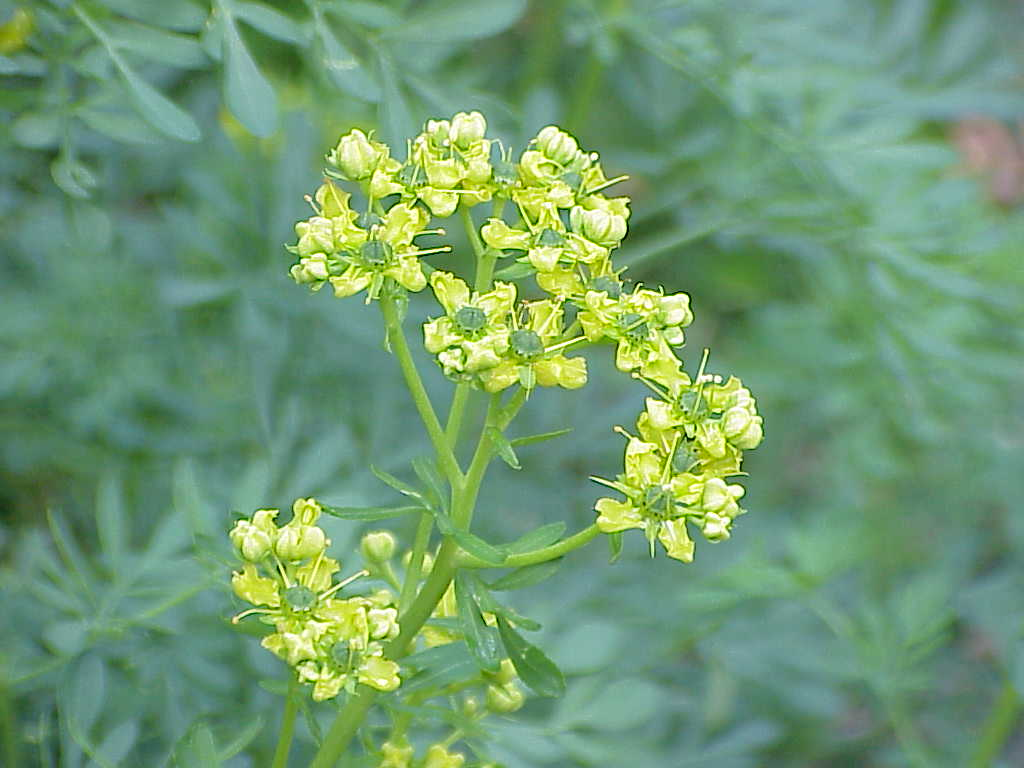
Inflorescència

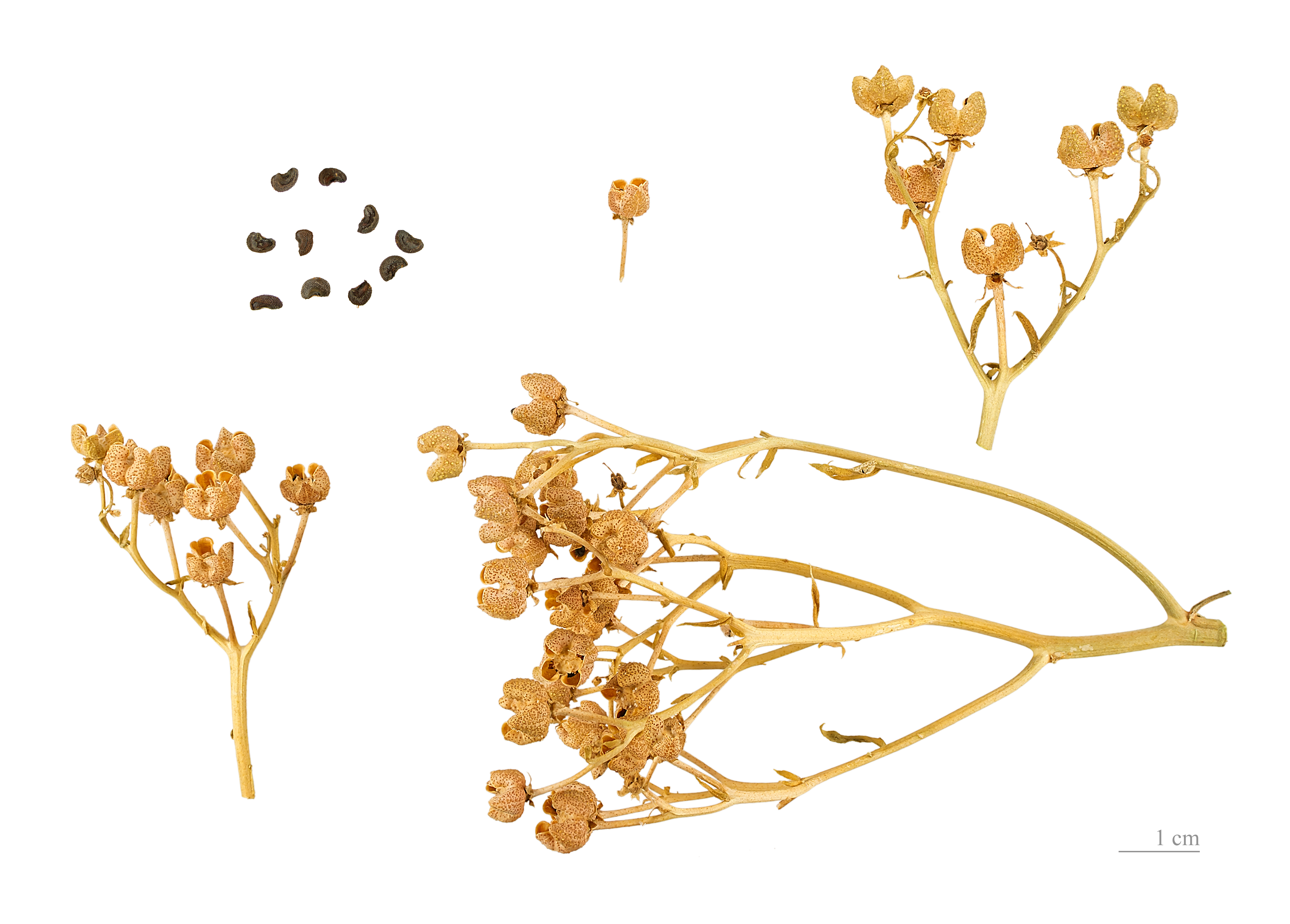
Ruta graveolens

És una planta amb flors hermafrodites, encara que els caràcters populars considerats per efectuar la classificació entre ruda mascle i femella són la mida de la planta i de les fulles i la intensitat de la seva aroma. Així es considera que la ruda mascle és més gran, amb fulles més grosses i que fa més olor, mentre que la ruda femella és de mida inferior, amb petites fulles i que no fa tanta olor.
La inflorescència és en el corimbe o panícules terminals situats als extrems de les branques, on es troben les seves flors. El seu periant és constituït per un calze que conté 4 sèpals i la seva corol·la formada per 4 pètals grocs-verdosos, dentats o ciliats amb un gros disc basal nectarífer de 8 a 10 glàndules formen la flor. L'androceu conté entre 8 i 10 estams, normalment un nombre par i el seu gineceu és format per un pistil d'ovari superior lobulat, que presenta entre 4 o 5 cavitats amb 1 o 2 òvuls, té entre 4 i 5 carpels soldats.

## Farmacologia

### Composició química
La part utilitzada són les fulles i el fruit immadur. La seva composició química és:
- Oli essencial (0,2% - 0,7%): conté metilnonil i metilheptil-cetones en la seva major part (90%), així com metilnonil- carbinol (10%), alcohols, esters, fenols i terpens. Entre els components minoritaris de l'oli essencial es troben els àcids valeriànic i salicílic, l'ester metílic de l'àcid metilantranilic i una base.
- Alcaloides del grup de la quinolina(0,4% - 1,5%):destaquen l'arborinina, la skimianina, la graveolina anomenada rutamina, la cocusaginina i l'alfa-fagarina, entre d'altres.
- Furocumarinas: els compostos flavonics són els més coneguts, entre els quals es troba la rutina. També conté bergaptè i psoralè i entre els glúcids rhamnosid i cianidina.
- Gomes i resines.
- Vitamina C.

### Usos medicinals
És considerada com una planta medicinal degut a la seva elevada quantitat d'aplicacions com afavorir la menstruació estimulant els músculs de l'úter. En l'herboristeria europea s'utilitza per diverses afeccions com la histèria, l'epilèpsia, còlics, cucs intestinals, enverinaments i problemes oculars, ja que s'utilitza com a col·liri proporcionant un alleugeriment ràpid als ulls tensos i cansats. En altres casos s'ha utilitzat per a les xacres de l'esclerosi múltiple i la paràlisi de Bell.

### Accions farmacològiques
- Acció espasmolítica: s'utilitza com remei en el tractament de menstruacions doloroses i irregulars, encara que poden tenir una discreta activitat contraient l'úter.
- Flebologia: la ruta té efecte beneficiós sobre la paret vascular. És un tractament indicat en cas de varius, edemes i problemes del retorn venós. També actua de manera discreta com a sedant, sudorífic i estomacal.
- Acció dermatològica: sobre la pell la ruda té un efecte fotosensible a conseqüència del seu contingut en furocumarines i especialment en bergaptè.

### Toxicitat
És una planta emmenagoga que té com a principis tòxics la soforina o citisina. Produeixen vòmits, diarrees, un augment de la circulació sanguínia de l'úter, provocant avortaments i menstruacions forçades. És una planta no recomanada per persones que pateixin afeccions greus del ronyó.

## Observacions
La Ruta graveolens va ser considerada com a planta d'hort o de camps. El cultiu s'efectua en primavera. Quan arriben a una alçada entre 10 i 15 cm es trasplanten, disposant-les a 0,70m entre línies i al voltant de 0,50 m entre plantes de la mateixa línia. Té una duració aproximada de 10 anys. La seva floració és a la primavera i a l'estiu.
Des de l'antiguitat va ser una planta considerada pels mags i per les víctimes de creences populars. En la Grècia i Egipte antics s'utilitzava per provocar l'avortament, per estimular la menstruació i enfortir la vista. Tradicionalment s'ha utilitzat amb finalitats terapèutiques:
- posar-la sobre el front per calmar el mal de cap.
- posar-la a l'aigua del bany per captar protecció i per atreure persones del sexe contrari.
- penjar-la al coll per allunyar les bruixes.

També s'utilitza com a herba aromàtica a certes begudes com el brandi per produir un licor digestiu, aromatitzar salses, embotits, formatges i altres aliments. La seua olor característica era utilitzada amb finalitats màgiques, com a loció antiparasitària per a polls i xinxes, i en homeopatia per a la tendinitis i la periostitis, entre d'altres.
Es diu que aquesta planta creix millor quan s'ha robat i quan és insultada. Allunya els homes llop i les serps i va donar lloc al proverbi "Si la dona sabés de les virtuts de la ruda, aniria a buscar-la", a conseqüència de la seva virtut de provocar la menstruació.
La seva administració és a través d'infusió o en medicina popular a través de pólvora o per cataplasma, on la planta fresca es tritura i es posa sobre la inflamació cobrint-la amb greix. És considerada la planta del perdó perquè qui la pren perdona i és perdonat procurant optimisme. Pot produir al·lèrgies en algunes persones i la seva administració sempre ha de ser sota control de persones autoritzades a causa de la seva toxicitat.
La ruda era una de les plantes les branques de les quals es feien servir per esquitxar aigua beneïda.

## Galeria d'imatges

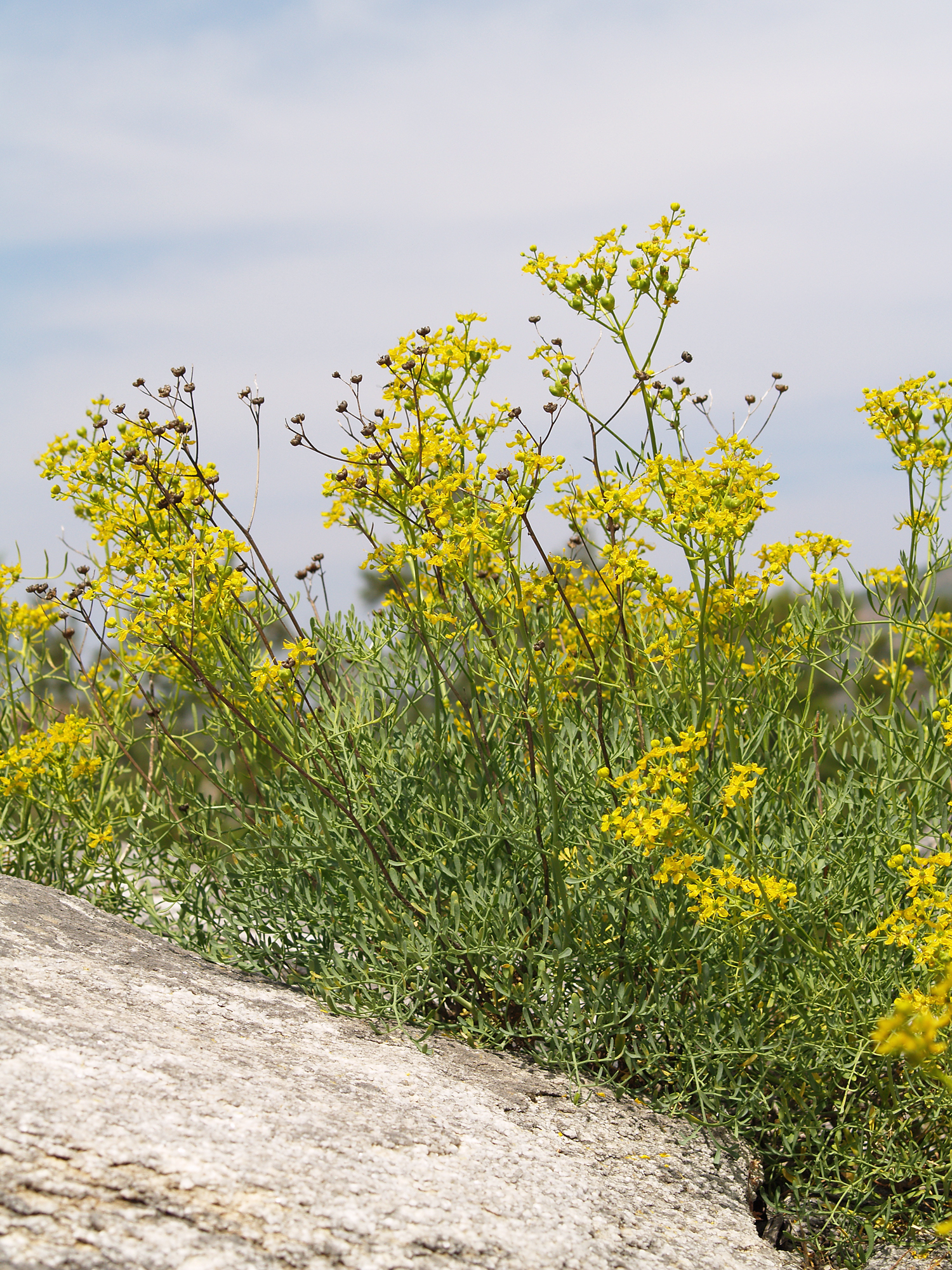
Aspecte general
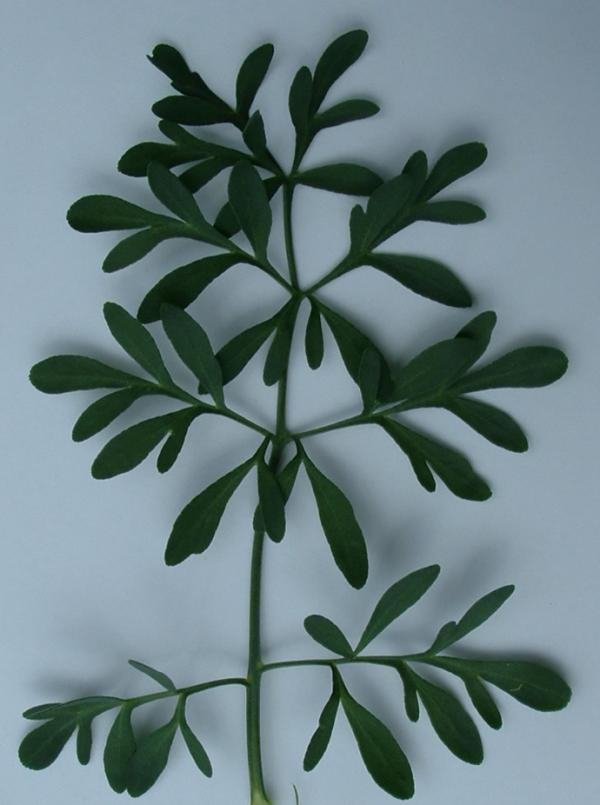
Fulles
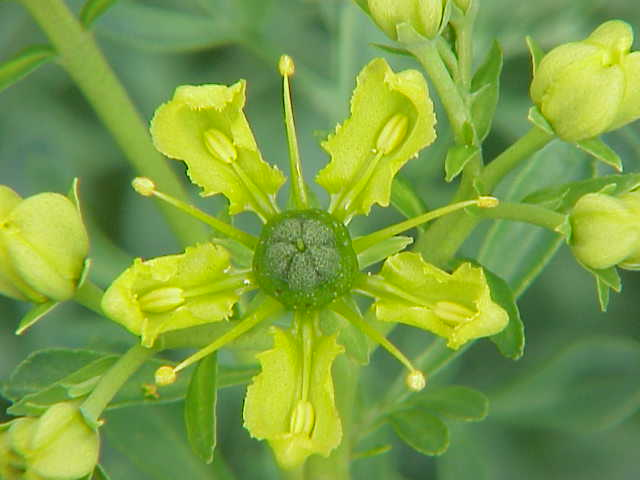
Flor
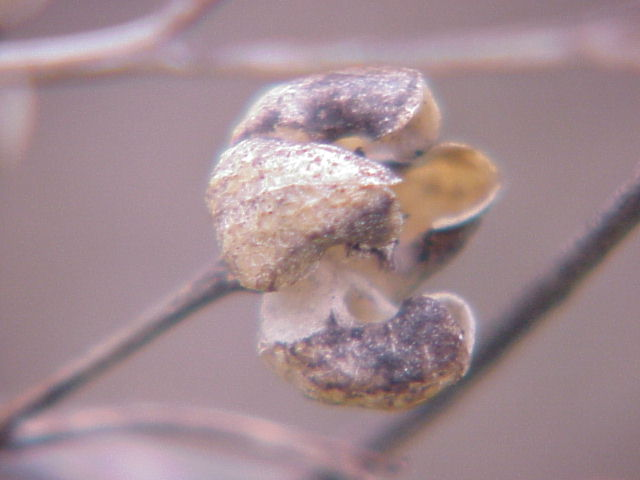
Fruit